# 독 안에 들어간 쥐
《독 안에 들어간 쥐》(영어: Trapped in Paradise)는 미국에서 제작된 조지 갤로 감독의 1994년 크리스마스 범죄 코미디 영화이다. 니컬러스 케이지 등이 출연하였고, 존 데이비슨 등이 제작에 참여하였다.

## 출연진
- 니컬러스 케이지
- 존 러비츠
- 데이나 카비
- 메이천 에이믹
- 플로렌스 스탠리
- 도널드 모펏
- 앤절라 페이턴
- 빅 매니
- 프랭크 페시
- 존 애슈턴
- 숀 매캔
- 리처드 젱킨스
- 숀 오브라이언
- 리처드 B. 슐

## 기타 제작진
- 공동 제작: 데이비드 코츠워스, 엘런 어윈
- 배역: 도나 아이작슨
- 미술: 밥 젬비키
- 의상: 메리 E. 매클라우드

## 같이 보기
- 크리스마스 영화 목록